# Мандавака
Мандавака (Arihini, Cunipusana, Ihini, Maldavaca, Mandahuaca, Mandauaca, Mandawaka, Mitua, Yavita) — аравакский язык, на котором говорят на реке Бария и канале Касикьяре, восточнее ареала языка баре, штата Амасонас крайнего юго-запада на границе с Колумбией в Венесуэле. Количество носителей неизвестно, последние данные были опубликованы в 1975 году. Это один из нескольких языков, который идёт под общим названием баре, которое встречается в нескольких языках: банива, баре, гуарекена, мандавака и пиапоко. Иногда считается диалектом языка баре.